# Triangle Publications
Triangle Publications était un groupe de média américain fondé en 1947 par Walter Annenberg, fils de Moses Annenberg ancien vendeur chez Hearst Corporation, et basé à Philadelphie en Pennsylvanie. Il a disparu après le rachat du magazine Seventeen par News Corporation en 1988.

## Historique
En 1942, à la mort de Moses Annenberg, son fils, Walter Annenberg, prend le contrôle du journal The Philadelphia Inquirer.  
En 1944, Walter Annenberg lance le magazine Seventeen.
En 1947, le journal concurrent The Philadelphia Record cesse ses publications et The Philadelphia Inquirer devient le principal journal de la région de Philadelphie. Annenberg achète la station de radio WFIL, affiliée à NBC et fondée en 1922 par Strawbridge and Clothier et Lit Brothers. Avec ces deux activités, Annenberg forme un groupe de média nommé Triangle Publications. Le 13 septembre 1947, Triangle Publications lance la chaîne de télévision WFIL-TV, future WPVI-TV. 

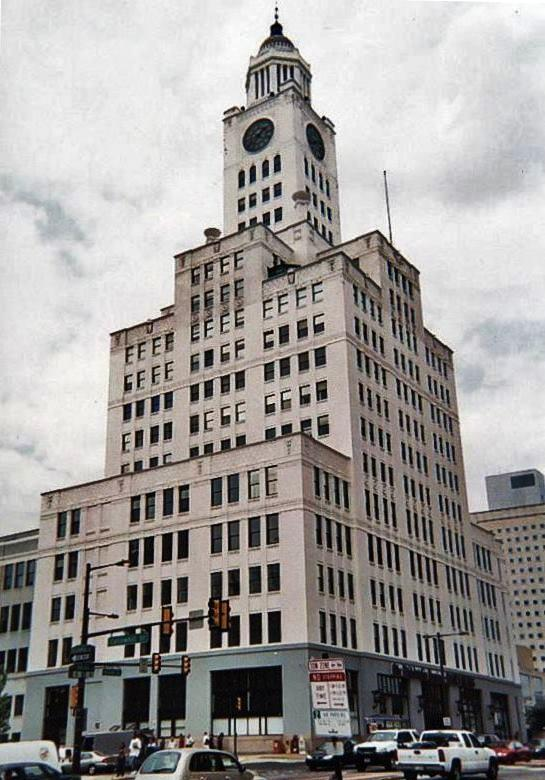
Siège de lInquirer à Philadelphie.

En 1948, Walter Annenberg agrandit le bâtiment de l'Inquirer avec un nouvel édifice qui comprend les presses pour l'Inquirer. Durant les années 1950 et 1960, les locaux hébergent aussi les autres activités d'and, during the 1950s and 60s, Annenberg's other properties, dont le magazine Seventeen. 
En 1957, Annenberg achète le journal Philadelphia Daily News et regroupe les activités dans les locaux de l'Inquirer.
En 1959, Triangle Publications achète les stations KFRE-AM et KFRE-TV, future KFSN-TV située à Fresno, Californie et desservant la Vallée de San Joaquin.
En 1968, la Federal Communications Commission (FCC) interdit les sociétés de média d'avoir un journal et une télévision dans la même zone de marché mais autorise quelques exceptions comme clause d'antériorité. Triangle a demandé une telle clause mais a été débouté. En 1969, Triangle Publications revend donc les journaux The Philadelphia Inquirer et Philadelphia Daily News à Knight Ridder.
En 1971, le gouverneur de Pennsylvanie Milton Shapp proteste que Triangle Publications a utilisé ses médias, WFIL-TV, WLYH-TV à Lebanon et WFBG-TV à Altoona pour le discréditer dans la campagne au poste de gouverneur. La FCC demande à Triangle Publications de revendre ses stations de radio et de télévision. Capital Cities Communications rachète la société Triangle Publications, revend les stations de radio  mais conserve celles de télévision : WFIL-AM-FM-TV à Philadelphie, WNHC-AM-FM-TV à New Haven, Connecticut et KFRE-AM-FM-TV à Fresno qu'elle rebaptise respectivement WPVI-TV, WTNH-TV et KFSN-TV.
En 1988, News Corporation rachète le magazine Seventeen à Triangle.